# کوروتنا
کوروتنا (به لاتین: Corotna) یک منطقهٔ مسکونی در مولداوی است که در واحدهای اداری-سرزمینی کرانه چپ دنیستر واقع شده‌است. کوروتنا ۹ متر بالاتر از سطح دریا واقع شده‌است.